# Thomas Nuttall
Thomas Nuttall, född 5 januari 1786 i Long Preston vid Settle i Yorkshire, död 10 september 1859 i Nutgrove vid Rainhill i Lancashire, var en engelsk botaniker och zoolog. Han var pionjär inom botanisk utforskning av okända trakter i USA.

## Biografi[7]
Nuttall började i unga år som lärling i tryckeri, troligen i Liverpool, där han hade släktingar i samma bransch. Sökte sedan olönsamt arbete i London; hade ständigt ekonomiska bekymmer. Utvandrade därför 1808 till USA för att söka bättre lycka där. Fartyget Halcyon, där han var passagerare, landsatte honom i Philadelphia, där han stannade till 1810.
Genom självstudier hade han skaffat sig vissa kunskaper i latin och grekiska. Till en början var hans intresse riktat åt mineralogi. Kunskaper och intresse i detta ämne framskymtar i några av hans senare insamlingsresor, som utöver mängder av växter, även omfattade några mineralprover.
I Philadelphia blev han bekant med botanikern Benjamin Smith Barton som föreslog honom att studera botanik och bli växtsamlare. Nuttall slog till.
1810 till 1812 gjorde han insamlingsexkursioner från St Louis och genom Missouri, för att under perioden 1812 – 1815 vara i England. 1815 – 1818 var han huvudsakligen verksam i Philadelphia. Han blev fellow i London Linnean Society. 1817 blev han invald i American Philosophical Society och korresponderande medlem i Philadelphia Academy of Natural Sciences. Under 1818 – 1820 gjorde han resor i Arkansas i områden aldrig tidigare blivit i vetenskapliga ärenden besökta, men hävdade av indianstammar.  1821 – 1822 tillbringade han i Philadelphia och engagerades 1822 vid Harvard University i Cambridge, Massachusetts för att fylla en professurvakans. Emellertid fanns inte tillräckliga medel för att finansiera en professortjänst, så Nuttall utnämndes i stället till Curator of the Botanic Garden. Under denna tid gav han bara få föreläsningar för studenterna, och ägnade sig mest åt att odla sällsynta växter samt studera mineralogi och ornitologi. Tiden 1823 – 1833 tillbringade han i Cambridge, Massachusetts för att 1833 åter vara i Philadelphia. 1834 – 1836 gjorde han resor i fjärran väst och Cape Horn, Kanada och  1835 besökte han Sandwichöarna, samlade växter och snäckor. Därefter tog sig Nuttall till Boston. 1836 – 1841 var han åter i Philadelphiaoch arbetade vid Academy of Natural Sciences
1841 återvände han till England för att ta den genom testamente ärvda egendomen Nutgrove i närheten av Liverpool i besittning. I testamentet fanns ett villkor att Nuttall måste vistas där i minst 9 månader om året. Nuttall var tveksam inför detta, ty han hade fortfarande intressen kvar i Philadelphia. Genom att slå ihop tre månader i slutet av 1847 med tre månader i början av 1848 kunde Nuttall i alla fall verka ett halvår i Philadelphia. Därefter vistades han i England till sin död.
Trots att det europeiska fastlandet låg så nära, besökte han det aldrig.

## Eponym[8]
- Nuttallia Raf., 1817
- Nuttallae Raf., 1818
- Nuttallia Spreng., 1820
- Nuttallia W.P.C.Barton, 1822
- Nuttallia Torr., 1828
- Nuttallia Torr. & Gray ex Hook. & Arn., 1838
- Nuttallia cerasiformis Torr. & Gray, 1839

Auktorsnamnet Nutt. kan användas för Thomas Nuttall i samband med ett vetenskapligt namn inom botaniken; se Wikipediaartiklar som länkar till auktorsnamnet.